# Olmillos (Salamanca)
Olmillos es una entidad de población española, hoy día despoblada, del municipio de Juzbado, perteneciente a la provincia de Salamanca, en la comunidad autónoma de Castilla y León.

## Historia
Hacia mediados del siglo XIX, el lugar, una alquería ya por entonces perteneciente al municipio de Juzbado, tenía contabilizada una población de 10 habitantes. Aparece descrito en el duodécimo volumen del Diccionario geográfico-estadístico-histórico de España y sus posesiones de Ultramar de Pascual Madoz con las siguientes palabras:

OLMILLOS: alq. en la prov. de Salamanca, part. jud. de Ledesma, térm. municipal de Juzbado. pobl.: 3 vec., 10 almas.
(Madoz, 1849, p. 255)

En 2023, la entidad singular de población de Olmillos tenía empadronados 0 habitantes.